# Suizhou
Suizhou (chiń. 随州市; pinyin Suízhōu Shì) – miasto o statusie prefektury miejskiej w środkowych Chinach, w prowincji Hubei. W 2010 roku liczba mieszkańców miasta wynosiła 353 705. Prefektura miejska w 1999 roku liczyła 2 568 532 mieszkańców.

## Podział administracyjny
Prefektura miejska Suizhou podzielona jest na 3 jednostki administracyjne:
- Dzielnica:
  - Zengdu (曾都区)
- Miasto na prawach powiatu:
  - Guangshui (广水市)
- Powiat:
  - Sui (随县)

| Mapa                                     |
| ---------------------------------------- |
| Zengdu Guangshui · (miasto) Powiat · Sui |